# Гербы Пермского края
На 1 января 2020 года в Пермском крае насчитывалось 111 муниципальных образований — 26 городских округов, 13 муниципальных округов, 7 муниципальных районов и 65 сельских поселений.

## Гербы городских округов Пермского края
| Герб | Наименование                                                    | Дата утверждения | Номер в ГГР |  |
| ---- | --------------------------------------------------------------- | ---------------- | ----------- |  |
|      | Герб муниципального образования Пермский городской округ        | 9 июня 1998      | 287         |  |
|      | Герб муниципального образования Чайковский городской округ      | 20 мая 2020      | 7031        |  |
|      | Герб муниципального образования городской округ ЗАТО «Звездный» | 17 августа 2010  | 6388        |  |

## Гербы муниципальных округов Пермского края
| Герб | Наименование                                                          | Дата утверждения | Номер в ГГР |
| ---- | --------------------------------------------------------------------- | ---------------- | ----------- |
|      | Герб муниципального образования Александровcкий муниципальный округ   | 24 ноября 2005   | 2052        |
|      | Герб муниципального образования Бардымский муниципальный округ        | 11 февраля 2010  | 5885        |
|      | Герб муниципального образования город Березники (муниципальный округ) | 29 марта 2011    | 275         |
|      | Герб муниципального образования Березовский муниципальный округ       | 22 октября 2009  | 5595        |
|      | Герб муниципального образования Большесосновский муниципальный округ  | 26 ноября 2003   | 1357        |
|      | Герб муниципального образования Верещагинский муниципальный округ     | 8 декабря 2006   | 2940        |
|      | Герб муниципального образования Гайнский муниципальный округ          | 13 февраля 2006  | 3915        |
|      | Герб муниципального образования Горнозаводский муниципальный округ    | 25 сентября 2018 | 5054        |
|      | Герб муниципального образования Гремячинский городской округ          | 15 ноября 2018   | 7015        |
|      | Герб муниципального образования Губахинский муниципальный округ       | 15 ноября 2018   | 6387        |
|      | Герб муниципального образования Добрянский городской округ            | 24 декабря 2020  |             |
|      | Герб муниципального образования Еловский муниципальный округ          | 8 октября 2010   | 7029        |
|      | Герб муниципального образования Ильинский городской округ             | 26 октября 2008  | 4484        |
|      | Герб муниципального образования Карагайский муниципальный округ       | 11 февраля 2010  | 5885        |
|      | Герб муниципального образования городской округ «город Кизел»         | 30 октября 2020  |             |
|      | Герб муниципального образования Кишертский муниципальный округ        | 26 февраля 2009  | 4790        |
|      | Герб муниципального образования Косинский муниципальный округ         | 9 февраля 2009   | 5589        |
|      | Герб муниципального образования Кочёвский муниципальный округ         | 25 февраля 2010  | 5889        |

| Герб | Наименование                                                     | Дата утверждения | Номер в ГГР |
| ---- | ---------------------------------------------------------------- | ---------------- | ----------- |
|      | Герб муниципального образования Красновишерский городской округ  | 16 февраля 2009  | 4721        |
|      | Герб муниципального образования Краснокамский городской округ    | 19 сентября 2018 |             |
|      | Герб муниципального образования Кудымкарский муниципальный округ | 4 октября 2010   | 7017        |
|      | Герб муниципального образования Куединский муниципальный район   | 22 октября 2009  | 5595        |
|      | Герб муниципального образования город Кунгур                     | 13 ноября 2008   | 114         |
|      | Герб муниципального образования Лысьвенский городской округ      | 25 августа 2010  | 6391        |
|      | Герб муниципального образования Нытвенский городской округ       | 30 мая 2007      | 3688        |
|      | Герб муниципального образования Ординский муниципальный округ    | 23 октября 2009  | 5593        |
|      | Герб муниципального образования Октябрьский городской округ      | 30 мая 2007      | 5893        |
|      | Герб муниципального образования Осинский муниципальный округ     | 27 марта 2020    | 4480        |
|      | Герб муниципального образования Оханский муниципальный округ     | 25 декабря 2024  | 4794        |
|      | Герб муниципального образования Очёрский городской округ         | 31 августа 2011  | 7277        |
|      | Герб муниципального образования Соликамский городской округ      | 12 февраля 2009  | 4669        |
|      | Герб муниципального образования Суксунский городской округ       | 9 апреля 2010    | 5880        |
|      | Герб муниципального образования Уинский муниципальный округ      | 20 декабря 2005  | 5591        |
|      | Герб муниципального образования Чердынский городской округ       | 27 февраля 2020  | 5883        |
|      | Герб муниципального образования Чернушинский городской округ     | 27 августа 2010  | 6395        |
|      | Герб муниципального образования Чусовской городской округ        | 29 января 2009   | 5072        |
|      | Герб муниципального образования Юрлинский муниципальный округ    | 15 декабря 2008  | 295         |
|      | Герб муниципального образования Юсьвинский муниципальный округ   | 19 октября 2008  | 4575        |

## Гербы муниципальных районов Пермского края
| Герб | Наименование                                                   | Дата утверждения | Номер в ГГР |
| ---- | -------------------------------------------------------------- | ---------------- | ----------- |
|      | Герб муниципального образования Кунгурский муниципальный район | 13 февраля 2006  | 3915        |

| Герб | Наименование                                                   | Дата утверждения | Номер в ГГР |
| ---- | -------------------------------------------------------------- | ---------------- | ----------- |
|      | Герб муниципального образования Пермский муниципальный район   | 25 февраля 2010  | 5889        |
|      | Герб муниципального образования Сивинский муниципальный район  | 4 октября 2010   | 7017        |
|      | Герб муниципального образования Частинский муниципальный район | 23 октября 2009  | 5593        |

## Первые гербы
17 июля 1783 года императрицей Екатериной II были Высочайше утверждены гербы Перми (старый герб) и уездных городов Пермской губернии Кунгура, Соликамска, Чердыни, Обвинска, Оханска и Осы.
- Гербы городов 1781-1782 годов
- Пермь
- Кунгур
- Соликамск
- Чердынь
- Обвинск
- Оханск
- Оса
- Проект 1867 Дедюхина (ныне Березники)